# Abner Mikva
Abner Joseph Mikva (21 de janeiro de 1926 – 4 de julho de 2016) foi um político, juiz federal, advogado e professor de direito. Ele era um membro do Partido Democrata. Mikva atuou como membro da Câmara dos Representantes representando o segundo e o décimo distritos congressionais do Illinois durante dez anos, entre 1969 e 1979. Ele foi nomeado como juiz da Corte de Apelações para o Distrito de Columbia pelo presidente Jimmy Carter, servindo de 1979 até 1994. Ele trabalhou como Conselheiro da Casa Branca de 1994 até 1995, durante a presidência de Bill Clinton. Teve como último trabalho o ensino de direito na University of Chicago Law School, no Centro Jurídico Georgetown e na Universidade do Noroeste. Ele teve como um de seus primeiros alunos o futuro presidente dos Estados Unidos Barack Obama. Em 2014, Obama honrou Mikva o laureando com a Medalha Presidencial da Liberdade.